# Kinetocylium
Kinetocylium (liczba mnoga: kinetocylia) – rzęska występująca na powierzchni komórek zmysłowych przedsionka ucha wewnętrznego.